# Přebor Moravskoslezského kraje 2021/2022
V soubojích 62. ročníku Přeboru Moravskoslezského kraje 2021/22 (jedna ze skupin 5. fotbalové ligy) se utkalo 16 týmů. Soutěž probíhala tak, že se týmy střetly systémem každý s každým, dvoukolovým systémem podzim–jaro a hrálo se od neděle 8. srpna 2021 do neděle 19. června 2022.

## Změny týmů proti sezoně 2020/21
- Vinou zkráceného předchozího ročníku se ze soutěží nesestupovalo, ani nepostupovalo.
- Tým ŠSK Bílovec využil nabídky týmu FK Fotbal Třinec a převzal místo po „B“ týmu Třince v Divize F 2021/2022.
- Tým TJ Bystřice se před sezónou přihlásil pouze do I.A třídy Moravskoslezského kraje.
- Z nižších soutěží se tedy posunuly týmy FK Slavia Orlová a TJ Tatran Jakubčovice.
- Během sezóny se odhlásil tým Fotbal Fulnek, soutěž se dohrávala jen s 15 účastníky.

## Konečná tabulka
| Poř. | Tým                       | Z  | V  | R | P  | VG | OG  | B  |
| ---- | ------------------------- | -- | -- | - | -- | -- | --- | -- |
| 1.   | FK Krnov                  | 28 | 22 | 3 | 3  | 83 | 32  | 69 |
| 2.   | TJ Břidličná              | 28 | 16 | 3 | 9  | 72 | 41  | 51 |
| 3.   | FK Slavia Orlová (N)      | 28 | 15 | 5 | 8  | 62 | 46  | 50 |
| 4.   | TJ Unie Hlubina           | 28 | 15 | 4 | 9  | 66 | 37  | 49 |
| 5.   | TJ Sokol Kobeřice         | 28 | 14 | 7 | 7  | 65 | 40  | 49 |
| 6.   | TJ Háj ve Slezsku         | 28 | 14 | 5 | 9  | 47 | 35  | 47 |
| 7.   | SC Pustá Polom            | 28 | 14 | 4 | 10 | 54 | 47  | 46 |
| 8.   | TJ Tatran Jakubčovice (N) | 28 | 14 | 3 | 11 | 49 | 46  | 45 |
| 9.   | SK Moravan Oldřišov       | 28 | 11 | 5 | 12 | 60 | 49  | 38 |
| 10.  | TJ Petřvald na Moravě     | 28 | 10 | 6 | 12 | 52 | 51  | 36 |
| 11.  | SK Brušperk               | 28 | 9  | 8 | 11 | 34 | 36  | 35 |
| 12.  | FK Český Těšín            | 28 | 10 | 2 | 16 | 37 | 37  | 32 |
| 13.  | TJ Dolní Datyně-Havířov   | 28 | 6  | 7 | 15 | 33 | 61  | 25 |
| 14.  | TJ Lokomotiva Petrovice   | 28 | 4  | 5 | 19 | 28 | 93  | 17 |
| 15.  | SK Beskyd Čeladná         | 28 | 2  | 1 | 25 | 25 | 116 | 7  |

|  | Postup do Divize F 2022/23                                          |
|  | Sestup do skupin I. A třídy Moravskoslezského kraje – sk. A 2022/23 |
|  | Sestup do skupin I. A třídy Moravskoslezského kraje – sk. B 2022/23 |